# Andrzej Kobus
Andrzej Wojciech Kobus (ur. 1931, zm. 5 lipca 2025) – polski mikroelektronik, profesor nauk technicznych.

## Życiorys
W 1956 r. ukończył studia elektroniczne w Politechnice Warszawskiej, w 1979 r. uzyskał tytuł profesora nauk technicznych. Pracował w Instytucie Technologii Elektronowej oraz był członkiem Zespołu Elektroniki, Automatyki i Robotyki, Informatyki i Telekomunikacji (T-11) Komitetu Badań Naukowych.